# 曹毓芬
曹毓芬（？—？），陕西陇右永昌衛人。明朝崇禎末科進士。入清後官至河南項城縣知縣。
崇禎十六年（1643年）癸未科進士。後仕清，順治四年（1647年）任河南項城縣知縣。